# Erdene-Ochiryn Dolgormaa
Erdene-Ochiryn Dolgormaa –en mongol, Эрдэнэ-Очирын Долгормаа– (Ulán Bator, 26 de julio de 1977) es una deportista mongola que compitió en judo. Ganó una medalla en los Juegos Asiáticos de 2002, y cuatro medallas en el Campeonato Asiático de Judo entre los años 2001 y 2004.

## Palmarés internacional
| Juegos Asiáticos    | Juegos Asiáticos      | Juegos Asiáticos  | Juegos Asiáticos |
| Año                 | Lugar                 | Medalla           | Categoría        |
| ------------------- | --------------------- | ----------------- | ---------------- |
| 2002                | Busan (Corea del Sur) | Medalla de bronce | +78 kg           |
| 2002                | Busan (Corea del Sur) | Medalla de bronce | Abierta          |
| Campeonato Asiático |                       |                   |                  |
| Año                 | Lugar                 | Medalla           | Categoría        |
| 2001                | Ulán Bator (Mongolia) | Medalla de bronce | Abierta          |
| 2003                | Jeju (Corea del Sur)  | Medalla de bronce | +78 kg           |
| 2003                | Jeju (Corea del Sur)  | Medalla de bronce | Abierta          |
| 2004                | Almatý ( Kazajistán)  | Medalla de plata  | +78 kg           |